# Мейсей Гото
Мейсей Ґото  (яп. 後藤 明生 Ґото: Мейсей, 1932-1999) також відомий як Акіо Ґото — японський письменник, представник літературного «покоління інтровертів». Справжнє ім'я записується ієрогліфами 後 藤 明 正 (Ґото Акімаса). Лауреат премії Танідзакі (1981) та інших літературних нагород Японії. Широку популярність здобули твори написані в техніці потоку свідомості і побудовані на гротескних образах, в яких сильні гоголівські і кафкіанські мотиви.

## Біографія
Народився в місті Хамхин, Південна провінція Хамгьон, КНДР (в той час — японська колонія). На момент капітуляції Японії був учнем середньої школи там же в Хамхині. Під час репатріації втратив батька і бабусю — трагічні події, до яких Гото згодом неодноразово звертався на сторінках своїх творів. Після повернення до Японії жив в преф. Сідзуока . Після вступу на філологічний факультет Університету Васеда (відділення російської літератури) переїхав в Токіо . Писати почав у студентські роки. Розповідь «Червоно-чорні записки» (赤と黒の記録, 1955) брав участь в національному молодіжному літературному конкурсі, проведеному журналом «Бунгей» (був опублікований там же). У студентські роки пережив сильне захоплення творчістю Гоголя, повістям середнього періоду творчості якого він присвятив свою дипломну роботу. У 1957 році на наступний день після випуску повернувся до рідних в Сідзуоку. Працював в бібліотеці і на санітарно-гігієнічній станції. Через рік повернувся до Токіо.
У Токіо пішов на роботу у видавництво і продовжив писати. У 1962 році за оповідання «Відносини» (関係) був удостоєний премії журналу " Бунгей " для творів малої і середньої форми. Привернув до себе увагу в 1967 році після публікації в " Бунгакукай " оповідання «Людські недуги» (人間の病気), номінованого на премію Акутагави. Фігурував в шортлисті премії чотири рази (останній раз в 1969 році з розповіддю «Смішне пекло» (笑い地獄)), але премії удостоєний не був).
Етапним у творчості Гото став написаний в техніці потоку свідомості роман «Напад з обох флангів» (挾み撃ち, 1973), який викликав захоплені відгуки таких провідних літературних критиків, як Сюн Акіяма, Кодзін Каратани і Сігехіко Хасумі . З цим твором Гото висунувся в число провідних представників «покоління інтровертів».
З робіт наступних років виділяються «Сни» (夢かたり, 1977, премія Хірабаясі), «Куртизанка Йосіно» (吉野大夫, 1981, премія Танідзакі), «Рекламна повітряна куля над могилами злочинців і ворогів» (首塚の上のアドバルーン, 1990, премія Міністерства освіти Японії).
У 1977 році разом з іншими письменниками «покоління інтровертів» увійшов до числа редакторів створеного ними журналу «Літературний стиль» (文体). З 1989 року почав викладати на літературному факультеті Університету Кінкі (Осака) і поступово перебрався в Осаку. З 1993 року і до останніх років свого життя був деканом того ж факультету. Помер в 1999 році від раку легенів .